# Бачаев, Адлан Алексеевич
Адлан Алексеевич Бачаев  (род. 18 ноября 1980, Дуба-Юрт) — российский журналист и спортсмен. Заслуженный журналист Чеченской Республики (2013).

## Образование
В 1997 году с отличием окончил грозненскую школу № 42. В 2003 году окончил Грозненский государственный нефтяной институт. Экономист-менеджер по специальности «Экономика и управление на предприятии». С 2007 по 2010 гг. проходил обучение и окончил Российскую академию государственной службы при Президенте России. Специализация-«Управление развитием региона». Менеджер по специальности «Государственное и муниципальное управление». С 2011 по 2014 годы проходил обучение и окончил Российскую академию народного хозяйства и государственной службы при Президенте России, окончил магистратуру кафедры «Национальные и федеративные отношения» в 2014 году, продолжает обучение в аспирантуре.

## Спортивная карьера
С 1999 по 2004 год проживал на Украине, где профессионально занимался спортом, выступая за сборную страны по джиу-джитсу. Многократный чемпион Украины, победитель и призёр различных турниров по джиу-джитсу, дзюдо и самбо. Мастер спорта по дзюдо и джиу-джитсу.
Будучи действующим спортсменом, в 2003 году в г. Белая Церковь Киевской области основал клуб восточных единоборств «Эверест», который в первый же год существования был признан лучшим клубом джиу-джитсу Украины 2003 года. Из-за серьёзных травм, в самом расцвете сил в возрасте 23 лет выбыл из большого спорта и завершил профессиональную спортивную карьеру. Среди воспитанников А. Бачаева есть чемпионы и призёры мира, Европы, Украины по джиу-джитсу, панкратиону и другим видам боевых искусств.

## Молодёжная политика
С 2006 по 2010 гг. работал в Комитете Правительства Чеченской Республики по делам молодёжи. 
В июне 2007 года назначен начальником информационно-аналитического отдела, которым руководил до 1 февраля 2010 г.
Является инициатором и организатором различных информационных акций республиканского и межрегионального масштаба:
Поезд без брони-2009, Единое молодёжное информационное пространство ЮФО-2008 и др.
С 2006 по 2010 гг. — главный редактор центрального политического журнала «Президент», а также молодёжного информационно-аналитического журнала «Поколение Лидеров».
Автор различных социальных и благотворительных проектов, в том числе первого в новейшей истории многотысячного марафона в Грозный 5 апреля 2008 года).
Организатор встреч молодёжи Чеченской Республики с политиками и известными общественными деятелями страны.
Руководил делегаций из Чеченской Республики на Всероссийском инновационном форуме Селигер в 2008 и 2009 гг.
Разработчик нескольких программ по духовно-нравственному воспитанию молодёжи.
Организатор интеллектуальных и благотворительных проектов в учебных заведениях, а также акций в поддержку меценатства и внебюджетного спонсорства школ.

## Журналистская и иная деятельность
- С 2005 года работал над различными бизнес-проектами. Учредитель и главный редактор первого в истории Чеченской Республики глянцевого автожурнала «АвтоЧечня».
- Внештатный корреспондент газеты «Молодёжная смена».
- С 1 февраля 2010 года переведен на должность помощника министра образования и науки Чеченской Республики. Занимался взаимодействием министерства с федеральными книжными издательствами, координацией книготоргующих организаций ЧР[12].
- Организатор интеллектуальных и благотворительных проектов в учебных заведениях, а также акций в поддержку меценатства и внебюджетного спонсорства школ[13].

Один из пионеров развития концертной деятельности в Чечне с участием звезд российской эстрады: Мумий Тролль, Серебро, Согдиана, Юля Савичева и др.
С мая 2012  по март 2017 годы работал в должности директора Чеченской Государственной телерадиокомпании «Грозный»..
В 2012 -2017 годы являлся заведующим кафедрой журналистики ЧГУ.
С апреля 2014 года — член правления Ассоциации СМИ Северного Кавказа.

## Награды
Награждён медалью «За заслуги перед Чеченской Республикой». 22 ноября 2013 года, Указом Главы Чеченской Республики присвоено звание «Заслуженный журналист Чеченской Республики». Также имеет иные награды Президента, Главы, Правительства и Парламента Чеченской Республики, различных министерств и ведомств РФ и ЧР.
В декабре 2014 года, директор ЧГТРК «Грозный» Адлан Бачаев был удостоен специальным дипломом Российской Футбольной Премьер-Лиги «За вклад в развитие отечественного футбола». Дипломы вручал президент РФПЛ Сергей Прядкин..
29 декабря 2014 года, директор ЧГТРК «Грозный» Адлан Бачаев удостоен высшей награды Чеченской Республики — Ордена Кадырова. Под руководство Адлана Бачаева ЧГТРК «Грозный» занимает первые места в номинациях «Телеканал года» и «Радиостанция года» на Северокавказском форуме СМИ в 2013 и 2014 году.